# McArthurGlen Group
McArthurGlen Group è una public company con sede a Londra specializzata nel campo immobiliare, nella vendita al dettaglio di marchi di lusso e nella costruzione nella gestione degli outlet in Europa e in Canada.

## Il gruppo
McArthurGlen possiede diversi Designer Outlet Center in Europa, tra cui Gran Bretagna, Italia, Austria, Francia, Germania e Paesi Bassi. La società, fondata nel 1993 e con sede a Londra, vende oltre 600 prodotti di marca. Soprattutto abbigliamento, scarpe, articoli sportivi e per la casa sono disponibili nei Designer Outlet Centers.
I centri di McArthurGlen sono costruiti secondo lo stesso principio. Hanno tutti una media di 120 negozi con articoli di marca e vari ristoranti. In tutti i centri c'è uno sconto tra il 30-70% per gli articoli. Inoltre, nei centri sono presenti diverse migliaia di posti auto. Ogni Designer Outlet Center accoglie ogni anno oltre 1 milione di visitatori.

## McArthurGlen Designer Outlets

### Nord America
| Nome                                           | Luogo                                 | Superficie | Negozi | Fase di apertura       |
| ---------------------------------------------- | ------------------------------------- | ---------- | ------ | ---------------------- |
| McArthurGlen Designer Outlet Vancouver Airport | Richmond, Columbia Britannica, Canada | 22.297 m²  | 46 (1) | 9 luglio 2015 (Fase 1) |

### Regno Unito
| Nome                          | Luogo                    | Superficie | Negozi | Apertura      |
| ----------------------------- | ------------------------ | ---------- | ------ | ------------- |
| Ashford Designer Outlet       | Ashford, Kent            | 17.000 m²  | 85     | Marzo 2000    |
| Bridgend Designer Outlet      | Bridgend, Galles         | 22.700 m²  | 92     | Maggio 1998   |
| Cheshire Oaks Designer Outlet | Ellesmere Port, Cheshire | 31.300 m²  | 148    | Marzo 1995    |
| East Midlands Designer Outlet | Pinxton, Derbyshire      | 15,000 m²  | 70     | Ottobre 1998  |
| Swindon Designer Outlet       | Swindon, Wiltshire       | 19,500 m²  | 100    | Marzo 1997    |
| York Designer Outlet          | York, North Yorkshire    | 23.100 m²  | 120    | Novembre 1998 |

### Europa Continentale
| Nome                                    | Luogo                              | Superficie | Negozi | Fase di apertura                                                               |
| --------------------------------------- | ---------------------------------- | ---------- | ------ | ------------------------------------------------------------------------------ |
| McArthurGlen Athens                     | Atene, Grecia                      | 21.100 m²  | 124    | Giugno 2011                                                                    |
| Designer Outlet Berlin                  | Elstal, vicino a Berlino, Germania | 21.000 m²  | 110    | Giugno 2009, 2ª fase Settembre 2010                                            |
| Castel Romano Designer Outlet           | Castel Romano, Italia              | 25.000 m²  | 117    | Ottobre 2003, 2ª fase Novembre 2006                                            |
| McArthurGlen Designer Outlet Neumünster | Neumünster, Germania               |            | 140    | Settembre 2012                                                                 |
| La Reggia Designer Outlet               | Marcianise, Italia                 | 26.400 m²  | 149    | Febbraio 2010, 2ª fase Ottobre 2010, 3ª fase Settembre 2011                    |
| Designer Outlet Parndorf                | Parndorf, Austria                  | 42.120 m²  | 168    | Agosto 1998                                                                    |
| Designer Outlet Roermond                | Roermond, Paesi Bassi              | 45.000 m²  | 200    | Novembre 2001, 2ª fase Gennaio 2005, 3ª fase Ottobre 2010, 4ª fase Aprile 2017 |
| McArthurGlen Rosada                     | Roosendaal, Paesi Bassi            | 23.000 m²  | 77     | Novembre 2006                                                                  |
| Designer Outlet Salzburg                | Salisburgo, Austria                | 28.000 m²  | 131    | Ottobre 2009                                                                   |
| Serravalle Designer Outlet              | Serravalle Scrivia, Italia         | 51.500 m²  | 240    | Settembre 2000, 3ª fase Dicembre 2002, 4ª fase Febbraio 2006                   |
| McArthurGlen Troyes                     | Troyes, Francia                    | 29.500 m²  | 120    | Ottobre 1995                                                                   |
| Noventa di Piave Designer Outlet        | Noventa di Piave, Italia           | 18.900 m²  | 150    | Settembre 2008, 2ª fase Marzo 2012                                             |
| McArthurGlen Designer Outlet Ochtrup    | Ochtrup, Germania                  | 11.500 m²  | 65     | Marzo 2016                                                                     |